# Luzón (Guadalajara)
Luzón es un municipio y localidad española de la provincia de Guadalajara, en la comunidad autónoma de Castilla-La Mancha. El término tiene una población de 58 habitantes (INE 2024).

## Etimología
Se ha propuesto que de la misma forma que el topónimo Luzaga, el étimo de Luzón guardaría relación con la tribu celtíbera de los lusones.

## Geografía

Extensión del término municipal dentro de la provincia de Guadalajara

Es parte de la comarca de Señorío de Molina-Alto Tajo. La población dista 98 km de la capital provincial, Guadalajara. El término municipal lo cruza la carretera N-211 entre los pK 12 y 19.
El relieve del municipio está determinado por el río Tajuña, que discurre de este a oeste, y los montes que lo circundan. El punto más elevado es la Peña del Águila (1372 m), situado al sur. La población, a orillas del río, se encuentra a 1177 m sobre el nivel del mar.
Limita con los términos municipales de Arcos de Jalón, Maranchón, Anguita, Ciruelos del Pinar, Santa María del Espino y Mazarete.

## Historia
Luzón está enclavado en el lugar donde radicó una de las más señaladas tribus de la Celtiberia, sus restos permanecen en forma de castros y castiles. La ciudad celtibérica de La Cava está situada a la derecha del camino que va desde Anguita a Luzón a lo largo del cauce del río Tajuña. 
Ya de la Edad Media y cerca del yacimiento celtíbero se alza una pequeña torre fortaleza que, aún hoy, se conoce como el castillo de los moros o Atalaya de Luzón, y que se encuentra en estado de ruina progresiva, a unos 3 km de Luzón por la ruta senderista que la une con Anguita.
A partir del siglo XII formó parte del Común de la Villa y Tierra de Medinaceli, una de las comunidades más extensas al ocupar el sureste de la actual provincia de Soria y una gran franja central de la de Guadalajara. Durante el Medievo, por estos lugares siguió su Camino el Cid Campeador.
El 29 de julio de 1368 Enrique II, aún en lucha contra su hermanastro Pedro I, donó a Bernal de Bearne la villa de Medinaceli y todos sus términos poblados y por poblar, con título de conde, carácter hereditario y veto de enajenarla, el monarca se reserva sólo las regalías habituales. De la merced estaban excluidos los escasos lugares que ya eran de señorío y que por eso mismo habían sido desgajados de la tierra de Medinaceli, entre ellos, Luzón.
Era señorío de la familia Vera y luego de los Medinaceli tras un largo proceso de compra que empieza en 1375 y termina en 1417. En 1375 son prestados 20 000 maravedíes  por Bernal de Bearne e Isabel de la Cerda a la señora de Luzón, Sancha Ferrández, tomando el pueblo como  garantía. El impago dio lugar a largos pleitos y a su pública subasta en 1379 en la cual se adjudicó la mitad de Luzón al sobrino carnal de Bernal de Bearne, de nombre Gastón de Belbeder, quien se lo vende a su tía política Isabel de la Cerda. En 1416 García de Vera, heredero de los primeros propietarios de Luzón, vende al conde Luis de la Cerda la otra mitad de Luzón pero no se debió de llegar a una adquisición definitiva ya que entra en juego un nuevo pleito entre los herederos de los primeros propietarios del que se deriva la venta en almoneda pública de una octava parte de Luzón; su comprador fue Pedro López, vecino de Luzón, que, en un intervalo de dos meses, de enero a julio de 1417, vende al conde de Medinaceli la octava parte de Luzón que había comprado. Desde 1417, los Medinaceli fueron señores de Luzón.
El lugar aparece descrito en el décimo volumen del Diccionario geográfico-estadístico-histórico de España y sus posesiones de Ultramar de Pascual Madoz de la siguiente manera:

LUZON : v. con ayunt. en la "prov. de Guadalajara (16 leg.), part. jud. de Molina (6), aud. terr. de Madrid (26), c.g. de Castilla la Nueva, dióc. de Sigüenza (6): SIT. en un valle sobre una pequeña loma circundada de cerros que impiden la libre ventilación: su CLIMA es frio y húmedo y las enfermedades mas comunes, fiebres catarrales: forman la pobl. 160 CASAS; la consistorial en la que se halla la cárcel, carnicería, y escuela de instrucción primaria á la cual concurren 80 alumnos, bajo la dirección de un maestro, dotado con 1,300 rs.; una fuente de buenas aguas que da origen al r. Tajuña; una igl. parr. (San Pedro Apóstol) servida por un cura y un sacristán; tres ermitas (Ntra. Sra. de la Peña, San José y San Roque) dos dentro de la v. y la otra fuera, pero muy inmediata. TÉRM. confina N. Laina; E. Anguila; S. Rata, y O. Ciruelos; dentro de él se encuentran varios manantiales de buenas aguas, y algunos corrales de cerrar ganado: el TERRENO fertilizado en parte por el Tajuña, que como se ha dicho nace dentro de la v. , participa de quebrado y valle, este de buena calidad y aquel de mediana; comprende 3 montes, uno al N. de roble, fresno y otras matas; al E. otro monte hueco de roble, y al S. un pinar. CAMINOS: los que dirigen á los pueblos limítrofes, y la ant. carretera de Madrid á Aragón y Valencia, en la cual hay una venta llamada del Campo, que dista unos 3/4 de hora de la pobl. CORREO se recibe y despacha en Marranchón. PROD.: trigo, cebada, avena , legumbres, leña de combustible y carboneo, maderas de construcción, y buenos pastos con los que se mantiene ganado lanar, cabrío y vacuno; hay caza de perdices, conejos, liebres, corzos y jabalíes. IND.: la agrícola, 3 molinos harineros, fabricación de yeso y la carpintería á la que se dedican muchos vecinos, COMERCIO: exportación del sobrante de frutos, algún ganado y lana, y productos de la ind. fabril, é importación de los art. de consumo que faltan. POBL.: 155 vec., 539 alm. CAP. PROD.; 2.849,300 rs. IMP.: 271,400. CONTR.: 9,980 . PRESUPUESTO MUNICIPAL 2,000 , se cubre con el fondo de propios.
(Madoz, 1846, p. 475)

## Demografía
Luzón cuenta con una población de 58 habitantes (INE 2024).
| Gráfica de evolución demográfica de Luzón entre 1842 y 2021 |
| |
| Población de derecho según los censos de población del INE Población de hecho según los censos de población del INEEntre el censo de 1857 y el anterior, crece el término del municipio porque incorpora a Ciruelos del Pinar Entre el censo de 1930 y el anterior, disminuye el término del municipio porque independiza a Ciruelos del Pinar |

## Símbolos

Representación heráldica del blasón aprobado

El blasonamiento del escudo heráldico del municipio, oficializado en 2006 es el siguiente:

Escudo español, de sinople un caballero celtíbero, armado de escudo y de lanza, de oro. En la punta, ondas azur y plata. Al timbre, corona real cerrada.
Diario Oficial de Castilla-La Mancha, núm. 227 de 1 de noviembre de 2006

## Festividades

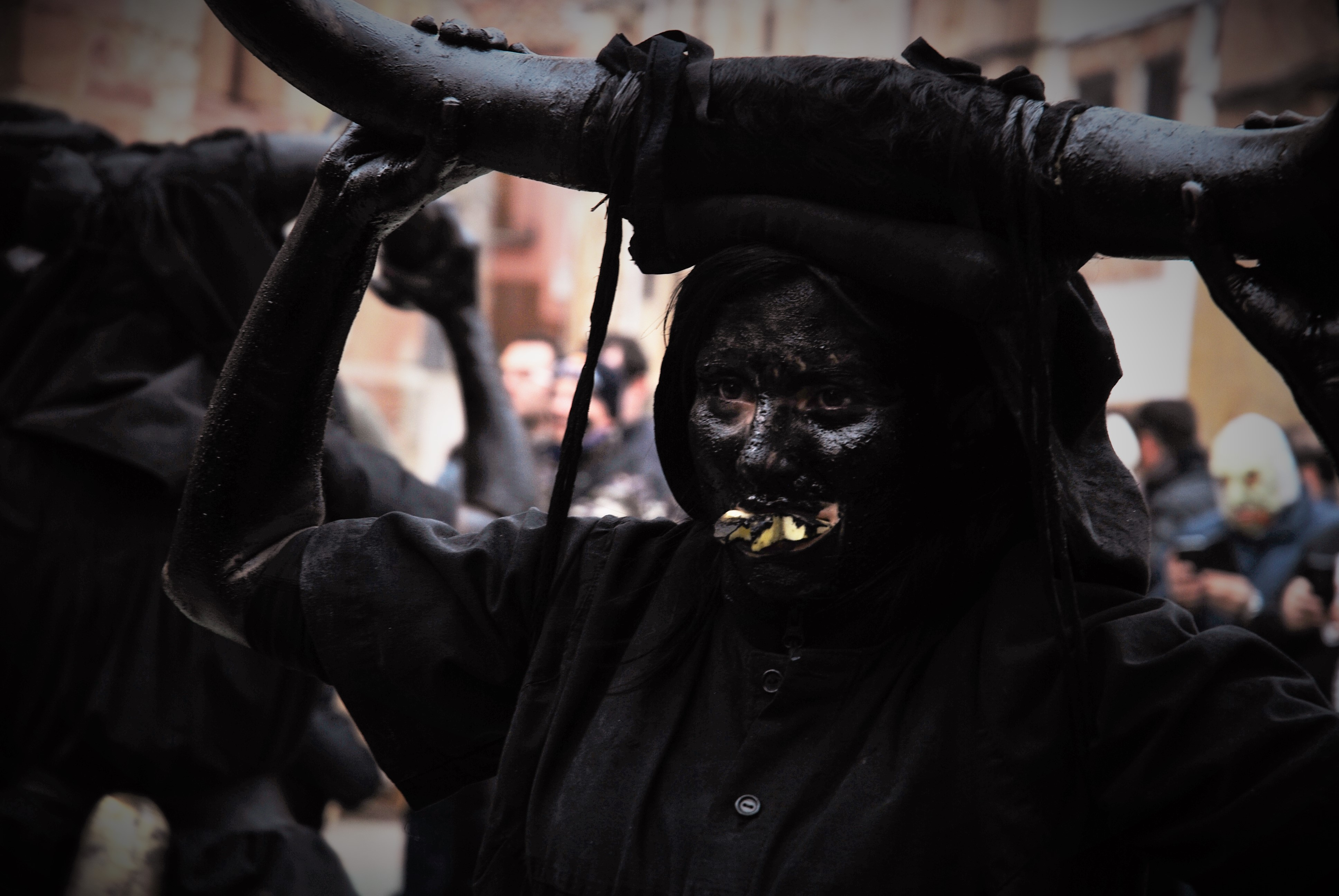
Diablos de Luzón.

- Diablos de Luzón y mascaritas: Suponen una de las representaciones de carnaval más singulares de España. De apariencia oscura por su piel tiznada con hollín y aceite, una dentadura tallada en gajos de patata y una gran cornamenta que sujetan sobre sus cabezas y hombros, los diablos saltan y asustan a la población por las calles del municipio. El contraste lo aportan las mascaritas, mujeres de tradicionales vestimentas aderezadas de color y con la cara cubierta con un tul blanco abierto por pequeños agujeros en los ojos y la boca. Son las únicas a las que respetan los diablos.[9]

- Virgen de la Peña: Son las fiestas patronales de la localidad, que se celebran el 12 de septiembre.

## Personas notables
- Francisco Layna Serrano (1893-1971). Natural de la localidad,[10] médico, historiador y cronista de la provincia de Guadalajara, autor de numerosos libros sobre el arte y la historia de esta provincia.